# Consulta sobre a independência da Catalunha em Arenys de Munt

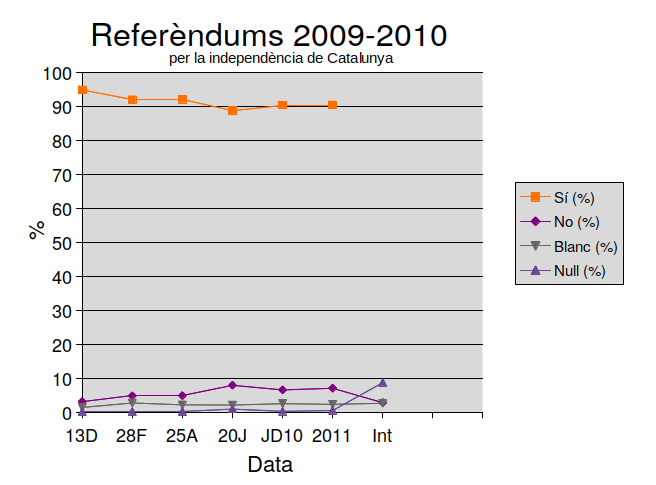
Resultados da consultas

A consulta pela independência da Catalunha em Arenys de Munt foi uma consulta de âmbito municipal não vinculante impulsionada pelo Movimento Arenyenc para a Autodeterminação (MAPA) que se celebrou no dia 13 de Setembro de 2009 na localidade de Arenys de Munt (Maresme).
Nesta consulta formulou-se exclusivamente aos habitantes desta vila a seguinte pergunta: "Está de acordo que a Catalunha seja um estado de direito, independente, democrático e social, integrado na União Europeia?"
A consulta de Arenys de Munt foi a primeira consulta democrática na história sobre a independência da Catalunha[carece de fontes?].

## Passos prévios

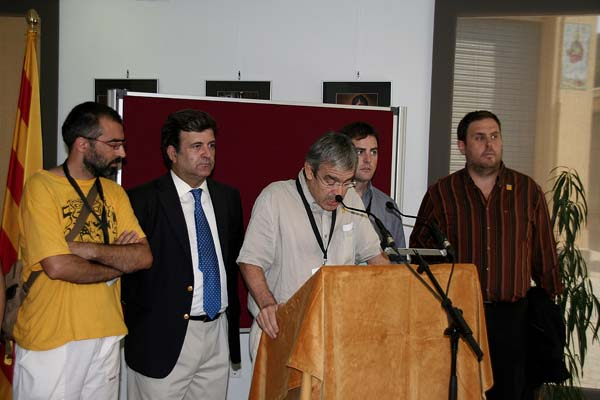
Comissão avaliadora de Arenys de Munt

Na assembleia de 4 de Junho de 2009, a Câmara Municipal de Arenys de Munt acordou dar suporte à consulta, cedendo a Sala Municipal da Câmara para tornar possível a sua realização, mediante uma moção apresentada pela CUP de Arenys de Munt, que foi aprovada com o suporte de todos os partidos com representação na assembleia (AM2000, ERC, CiU, CUP), com a excepção do PSC (dois regedores), que se opôs.
O ex-conselheiro da Justiça Agustí Bassols deveria ter presidido a comissão avaliadora da consulta de Arenys de Munt, o equivalente da junta eleitoral que se habilitou para os comícios oficiais, mas que à ultima hora foi substituído pelo ex-director geral da Justiça da Generalitat Antoni Castella depois de que no dia anterior transcendesse que havia um mal estar na direcção da Unió pela sua participação. Para além de Castella, alguns dos nomes mais significativos da comissão foram o ex-vogal do CGPJ e presidente do Círculo de Estudos Soberanistas, Alfons López Tena, o diputado da ERC Uriel Bertran e o juiz de paz de Arenys de Munt, Antoni Marpons.